# Équation des géodésiques
Dans une variété riemannienne, on obtient l'équation d'une géodésique en exprimant que sa longueur est minimale – par définition.
Un système de coordonnées {\displaystyle x^{i}} étant donné, le tenseur métrique donne la longueur d'une courbe infinitésimale :
Le signe optionnel {\displaystyle \pm } est choisi en fonction du signe de l'intervalle et
de la signature du tenseur métrique.
Si la courbe est paramétrée au moyen d'une variable {\displaystyle \tau }, on écrit
où le point supérieur représente la dérivée totale par rapport à {\displaystyle \tau }.
La longueur de la trajectoire est donc égale à l'intégrale :
En utilisant la méthode de Lagrange relative au calcul des variations pour exprimer que l'intégrale est minimale, on obtient l'équation géodésique
{\displaystyle {\frac {\partial {\dot {s}}}{\partial x^{k}}}-{\frac {\mathrm {d} }{\mathrm {d} \tau }}\left({\frac {\partial {\dot {s}}}{\partial {\dot {x}}^{k}}}\right)=0}
La  paramétrisation canonique {\displaystyle \tau =s} des trajectoires permet d'obtenir une équation mettant en jeu les symboles de Christoffel :

## Exemple
Considérons le demi-plan de Poincaré, dont les points sont repérés par un couple (x,y), avec y > 0. La métrique sur ce demi-plan est donnée au point (x,y) par :
{\displaystyle g(x,y)={\frac {dx^{2}+dy^{2}}{y^{2}}}}
Le calcul des symboles de Christoffel à partir de ce tenseur donne :
{\displaystyle \Gamma _{xx}^{y}=-\Gamma _{xy}^{x}=-\Gamma _{yx}^{x}=-\Gamma _{yy}^{y}={\frac {1}{y}}}
L'équation des géodésiques donne, en notant {\displaystyle v_{x}={\dot {x}}} et {\displaystyle v_{y}={\dot {y}}}:
{\displaystyle {\dot {v}}_{x}-{\frac {2}{y}}v_{x}v_{y}=0}
{\displaystyle {\dot {v}}_{y}+{\frac {1}{y}}(v_{x}^{2}-v_{y}^{2})=0}
auxquelles on peut rajouter l'équation {\displaystyle g(v_{x},v_{y})=1} qui a servi d'hypothèse pour établir l'équation des géodésiques, ce qui donne ici :
{\displaystyle {\frac {v_{x}^{2}+v_{y}^{2}}{y^{2}}}=1}
Si on remplace {\displaystyle v_{y}} par {\displaystyle {\dot {y}}} dans la première équation, on obtient {\displaystyle {\frac {dv_{x}}{dy}}-{\frac {2}{y}}v_{x}=0} dont les solutions sont de la forme {\displaystyle v_{x}=\alpha y^{2}={\dot {x}}} pour une certaine constante {\displaystyle \alpha }. La relation {\displaystyle {\frac {v_{x}^{2}+v_{y}^{2}}{y^{2}}}=1} donne alors {\displaystyle v_{y}=\pm y{\sqrt {1-\alpha ^{2}y^{2}}}={\dot {y}}}.
Si {\displaystyle \alpha } est nul, on obtient respectivement x constant et {\displaystyle y=e^{\pm t}} (en choisissant convenablement l'origine des temps). La géodésique est une droite parallèle à Oy, parcourue de façon exponentielle. On s'approche indéfiniment du bord y=0 ou on s'éloigne indéfiniment en faisant tendre t vers l'infini.
Si {\displaystyle \alpha } est non nul, l'intégration de l'équation {\displaystyle {\dot {y}}=\pm y{\sqrt {1-\alpha ^{2}y^{2}}}} conduit à {\displaystyle y={\frac {1}{\alpha \cosh(t)}}} (en choisissant convenablement l'origine des temps). Puis l'intégration de l'équation {\displaystyle {\dot {x}}=\alpha y^{2}} conduit à {\displaystyle x={\frac {\tanh(t)}{\alpha }}} (à translation près parallèlement à Ox). On constate que {\displaystyle x^{2}+y^{2}={\frac {1}{\alpha ^{2}}}} et les géodésiques sont des demi-cercles de diamètre porté par Ox. Quand t tend vers l'infini, on s'approche indéfiniment du bord Oy qui constitue une limite du demi-plan de Poincaré située à l'infini.

## Physique
En relativité générale, l'équation des géodésiques est l'équation du mouvement d'une particule libre.